# Aktion T4
Aktion T4 var betegnelsen for et program i Tyskland, hvor Hitlers regime fra 1939 til 1941 systematisk ombragte mere end 100.000 fysisk og psykisk handicappede ved SS-læger og -plejeres indsats i programmet med de eufemiske betegnelser: Aktion Gnadentod og Euthanasie.
Navnet T4 er en forkortelse for "Tiergartenstraße 4", adressen på den villa i Berlin, der var hovedkvarter for den "Almennyttige Fond for Institutionel Pleje" (Gemeinnützige Stiftung für Anstaltspflege). For ikke at gøre institutionen for synlig, blev den placeret i Kanzlei des Führers der NSDAP (KdF) – Hitlers personlige sekretariat. Organisationen blev ledet af chef for Kraft durch Freude Philipp Bouhler og Hitlers personlige læge Karl Brandt.

## Historie
T4-programmet blev udviklet på baggrund af NSDAP's politik om racehygiejne, med ideen om, at det tyske folk skulle "renses" for fysisk og psykisk handicappede. Programmet var en parallel til Endlösung der Judenfrage, der søgte at udrydde jøderne i Europa. Nu aflagde tyske medicinerstudenter ikke længere den hippokratiske ed. 
Tvangssterilisation var indført før 1933 og blev videreført af Hitler, som efter nogle år ved magten udtrykte ønske om at indføre mere vidtgående forholdsregler. Tidligt i 1939 kom en ansøgning til Førerens kancelli fra Richard Kretschmar i Pomssen ved Leipzig. Hans kone Lina havde i februar samme år fået en blind søn, som manglende det ene ben og dele af en arm.  Kretschmar udtrykte ønske om, at barnet måtte aflives. Kontorchef Hans Hefelmann sendte ansøgningen op gennem systemet, så det blev forelagt Hitler på et møde, hvor hans livlæge Brandt var til stede. Hitler skal på stående fod have givet Brandt ordre til at tage til Leipzig, undersøge barnet, og hvis diagnosen var overensstemmende med den i brevet beskrevne, aflive drengen. Brandt rejste, og 25.juli 1939 dræbte han den fem måneder gamle Gerhard Herbert Kretschmar. Hans navn blev først kendt i 2003 i arkiver fra Førerens kancelli gemt hos Stasi.  Kort tid efter gav Hitler Brandt og Bouhler fuldmagt til at iværksætte et hemmeligt program for drab på handicappede børn. Der var ikke tale om lovgivning, da Hitler anså sit projekt for at være for radikalt for den almindelige tysker. 
Et argument for programmet var, at drabene på 70.273 ville betyde en besparelse på 885.439.800 rigsmark frem til 1951. 
T4 programmet blev indledt i 1939, men midlertidigt afbrudt efter kraftige protester fra den romerskkatolske kirke. Hitler gav personligt ordre til standsning af programmet den 24. august 1941, efter at især biskop Clemens August Graf von Galen fra Münster havde vækket folkeopinionen gennem en række markante prædikener. Programmet fortsatte imidlertid i det skjulte.
Programmet blev ført ud i livet på en række eutanasianstalter, hvor aflivningerne fandt sted. Tabellen giver en oversigt over anstalterne:
| Sted                     | Nuværende bundesland    | Tidsrum                             |
| ------------------------ | ----------------------- | ----------------------------------- |
| Gomadingen               | Baden-Württemberg       | 20. januar 1940 til december 1940   |
| Brandenburg an der Havel | Brandenburg             | 8. februar 1940 til oktober 1940    |
| Alkoven                  | Oberösterreich (Østrig) | 6. maj 1940 til december 1944       |
| Pirna                    | Sachsen                 | juni 1940 til september 1942        |
| Bernburg (Saale)         | Sachsen-Anhalt          | 21. november 1940 til 30. juli 1943 |
| Hadamar                  | Hessen                  | januar 1941 til 31. juli 1942       |

Lægerne Karl Brandt og Viktor Brack havde begge ansvar for udrensningen af dem, det nationalsocialistiske regime anså for at være "livsuværdige". Adolf Hitler havde sat Philipp Bouhler til at lede Aktion T4. Bouhler afprøvede forskellige aflivningsmetoder blandt andet systematisk underernæring, bevidst fejlmedicinering og gas. De fleste aflivninger fandt sted i gaskamre. I 1942 blev 42 specialister med erfaring fra eutanasianstalterne overført til Aktion Reinhardt i udryddelseslejrene, hvor de gassede jøder, romaer, socialdemokrater, homoseksuelle og andre uønskede.
Der var over 70.000 ofre for Aktion T4 til det midlertidige stop i 1941. I alt var der omkring 250.000 handicappede ofre for programmet indtil krigens afslutning.